# Заречье (газета)
Газета «Заре́чье» — российская газета, издаваемая с 1991 года в городе Заречный Пензенской области. Прекратила выпуск в 2013 году (с 2013 года выпускается газета «Заречье сегодня»).
«Заречье» — еженедельная газета, выходит по средам. Тираж газеты составляет 9000 экземпляров. По данным социологических исследований, «Заречье» читает каждый второй житель города.
Газета стала обладателем Всероссийского знака отличия «Золотой фонд прессы — 2011». В конце 2011 года газета Заречье ещё раз вошла в «Золотой фонд прессы — 2012»